# Glazok
Glazok (en rus: Глазок) és un poble de l'óblast de Tambov, a Rússia, segons el cens del 2010 tenia 1.341 habitants.